# Gonia puncticornis
Gonia puncticornis là một loài ruồi trong họ Tachinidae.